# Медоле
Мѐдоле (на италиански: Medole, на местен диалект: Mèdule, Медуле) е малко градче и община в Северна Италия, провинция Мантуа, регион Ломбардия. Разположено е на 75 m надморска височина. Населението на общината е 4043 души (към 2014 г.).